# 小川原湖

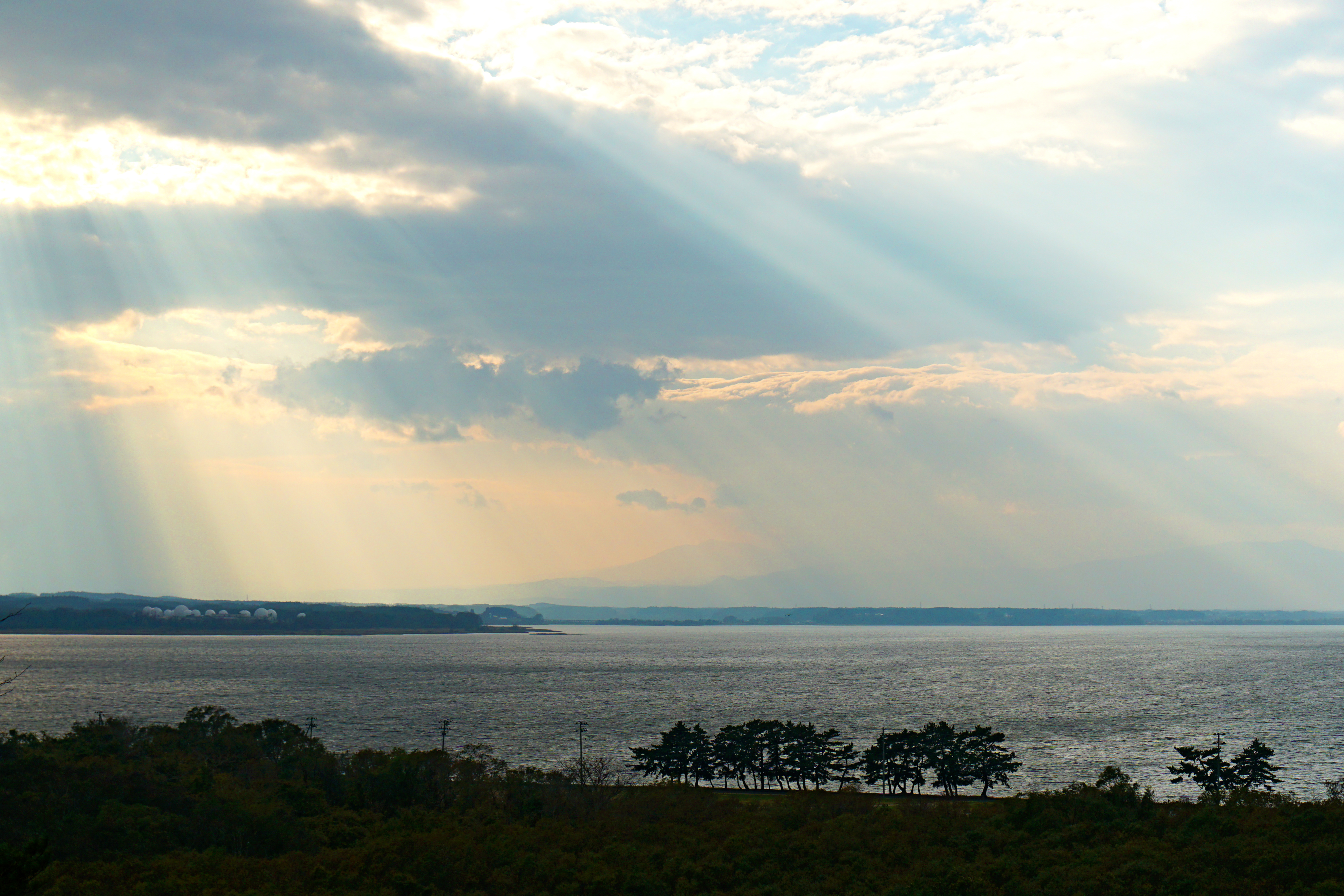
三沢市側から望む

小川原湖（おがわらこ）は、青森県上北郡東北町にある湖。汽水湖である。日本の湖沼では11番目の面積規模を有する。この湖には「青森県上北郡東北町大字大浦字小川原湖191番地」と住所が定められている。

## 名称
湖の名前の由来は、アイヌ語で言われる「廻り回る」という意味の「オカラ」「オカリ」「オカルル」などから「オカラ」となり、その後「小川原」「小河原」の文字が当てられ小川原湖と呼ばれたと言われている。
かつては小川原沼（小河原沼、こがわらぬま）という名称だったが、1958年（昭和33年）1月1日に小川原湖に改称された。なお、隣接する小川原駅は開業時の名称のまま「こがわらえき」である。

## 地理
青森県の東部に位置する。面積は青森県内最大。最深部は25mに達するが岸から200m程度までは水深2m前後の浅い部分にて形成される。海面水位が湖面水位より高くなる時期には海水が高瀬川を逆流し、湖に注ぎ込む。
小川原湖周辺には尾駮沼、鷹架沼、市柳沼、田面木沼、内沼、姉沼などの湖沼群が分布しており、これらを総称して小川原湖湖沼群と呼ぶ。
- 流入河川：七戸川、花切川、砂土路川、姉沼川 他
- 流出河川：高瀬川

## 自然
小川原湖湖沼群および周辺には豊かな自然が残り、多種多様な生物体系を構成しており環境省より日本の重要湿地500、日本の音風景100選の指定を受けている。
湖沼群の一部においてはマリモが生育しており、また小川原湖では近年汽水性のマリモの仲間である「ウィットロキエラ・サリナ」（Wittrockiella salina）の存在が確認された。これは日本では初めてのことである。
かつて小川原湖ではイトウが生息しており、約1トンの水揚げが記録されたこともあったが、1943年頃に絶滅した。鳥類としては、オオハクチョウ、コハクチョウの渡来地となっている。　

## 利用
水産資源が豊富なことから宝沼とも呼ばれる。主要な水産資源は、ワカサギ、シラウオ、ハゼ、シジミ(ヤマトシジミ)、ウナギ。小川原湖漁業協同組合がこれらの管理・漁獲を行っている。シジミ漁獲量は年平均約1200トンであり、また2016年度のワカサギ、シラウオの漁獲量は、全国1位となった。
遠浅のため、夏季には湖水浴客で賑わうが、閉鎖性の高い水域であるため化学的酸素要求量は高く、比較的水は汚いと評価されている。冬季には湖面が結氷し、ワカサギの穴釣りが楽しめる。七戸川の旧河川である花切川は、ヘラブナ釣りの名所のひとつである。

### 小川原湖産大和しじみ
小川原湖の大和しじみは、漁協によって持続的な生産と品質管理がなされ、大粒で出汁がよく取れ、身も味わいがよいことから、2017年12月15日に農林水産省により「小川原湖産大和しじみ」として地理的表示保護制度（GI）に登録された。

## 歴史
入り江の一部が海面低下と湾口に流入する砂丘の発達によりせき止められて形成された湖である。周辺には、縄文時代の遺跡・貝塚が多数存在する。このことから古来より小川原湖と人々の営みには密接な関わりがあったことがわかる。
1970年代のむつ小川原開発計画の一環として、小川原湖を淡水化し、水道事業を行おうとする計画があった（小川原湖広域水道用水供給事業）。しかし当初予想していた水需要が大幅に下回るとの結論に達し、1996年12月、淡水化の撤回を発表した。

## 主要観光施設
三沢市
- 三沢オートキャンプ場

東北町
- 小川原湖公園
- 小川原湖ふれあい村
- 小川原湖オートキャンプ場
- 公立小川原湖青年の家
- 浜台オートキャンプ場
- 浜台湖水浴場

## 伝説
以下は小川原湖（妹沼）及び姉沼にまつわる伝説である。
飛鳥時代の頃、都の公家橘中納言道忠公は世をはかなみ、東国行脚の旅に出た。道忠公には二人の娘がいた。即ち姉の玉代姫、妹の勝世姫である。娘たちは父の身を案じ、父の後を追うため諸国を巡る。やがて二人は、長い旅路の末、北の果ての沼で、探し求めた父が既に亡くなっていることを知る。姉妹は嘆き悲しみ、玉代姫は沼に入水した。後を追うように勝世姫も別の沼に入水した。玉代姫の沈んだ沼を姉沼、勝世姫の沈んだ沼を妹沼（今の小川原湖）と呼ぶようになった。
そして現在、橘中納言道忠公は沼崎観音、玉代姫は姉戸大明神、勝世姫は廣沼大明神に祀られている。

## 主な祭り
- 湖水祭り

## 在日米軍による使用
小川原湖畔南部（三沢市）の一部は在日米軍三沢基地によって占有されており、一般人の立ち入りが禁止されている。1992年4月に米軍戦闘機による部品落下事故が発生した。また、2018年2月20日午前8時40分ごろに米軍F16戦闘機のエンジン火災による、湖の南側への燃料タンク2基の投棄が発生し、禁漁が行われた。海上自衛隊及び米軍によってタンク破片の約95%が回収され、3月20日に東北防衛局から安全宣言が出された。これにより、3月22日に小川原湖漁協でシジミ漁が再開され、シラウオ漁、ワカサギ漁は3月16日に禁漁期間に入ったが、4月23日に出荷が再開された。2021年には、事前通告なく、湖の民間地で米軍による訓練が行われた。